# Bailén
För andra betydelser, se Bailén (olika betydelser).
Bailén är en kommunhuvudort i Spanien. Den ligger i provinsen Provincia de Jaén och regionen Andalusien, i den centrala delen av landet, 260 km söder om huvudstaden Madrid. Bailén ligger 349 meter över havet och antalet invånare är 18 785.
Terrängen runt Bailén är huvudsakligen platt, men söderut är den kuperad. Runt Bailén är det ganska tätbefolkat, med 155 invånare per kvadratkilometer. Närmaste större samhälle är Linares de Mora, 12,4 km öster om Bailén. Trakten runt Bailén består till största delen av jordbruksmark.